# 竹溪县
竹溪县是中国湖北省十堰市所辖的一个县。总面积为3307.6平方公里，全县戶籍总人口約36万人，县人民政府駐城關鎮北大街41號。

## 行政区划
竹溪县下辖11个镇、4个乡：
城关镇、蒋家堰镇、中峰镇、水坪镇、县河镇、泉溪镇、丰溪镇、龙坝镇、兵营镇、汇湾镇、新洲镇、鄂坪乡、天宝乡、桃源乡、向坝乡、龙王垭茶场、国营竹溪综合农场、原种场、渔种场、种畜场、王家山茶场、标湖林场和双竹林场。

## 人口
十堰市第七次全国人口普查公报显示：竹溪县常住人口为283578人，男性人口占比51.95%，女性人口占比48.05%，年龄结构中0-14岁占比19.12%，15-59岁占比59.34%，60岁以上占比21.54%，65岁以上占比16.17%。
2019年，数据显示竹溪县户籍人口为35.91万人,常住人口为31.51万人。

## 交通
- 346国道过境。
- 麻安高速过境。